# 西安骏狼足球俱乐部
西安骏狼足球俱乐部，原名西安FC足球俱乐部，是一家位于中国陕西省西安市的足球俱乐部，成立于2018年。现参加2020年中国足球乙级联赛。

## 球队历史

#### 西安大兴崇德时期
俱乐部初创时原名为西安大兴崇德足球俱乐部，2018年参加了当季的中国足球冠军联赛（第四级）并打进了16强。虽然没有直接获得升入中乙的资格，但赛季结束后，多家中乙俱乐部因为财政问题宣布退出，西安大兴崇德搭上了递补升级的末班车。
但由于接到递补通知时联赛即将开始，球队并没有足够的时间做好中乙级别的准备。球队集合后短暂合练，签下了几名年轻球员和没有执教经验的塞尔维亚人博扬.帕夫洛维奇，便匆忙开始了2019年中乙的征程。
在2019赛季中乙联赛中，西安大兴崇德在预赛阶段以5胜4平21负积19分的成绩排名北区第15。后来在升降级附加赛中，1-4输给中冠球队上海博击长空，不幸降级。

#### 西安FC时期
2020年初，多家中乙俱乐部出现财政问题，无法获得准入，西安大兴崇德开始重新集结，并提前开始了乙级联赛的准备工作。球队更名为西安FC，并更改了队徽和主场。球队宣布曾任四川优必选助理教练的刘兆杰担任球队主教练，并展开了多批试训。
2020年5月23日，中国足协公布了2020赛季中国足球超级、甲级、乙级联赛的准入俱乐部公示，西安FC出现在了乙级队伍名单中，再次获得递补资格，继续征战2020赛季中国足协乙级联赛。随后球队官宣刘阳、杨竣捷、李灵威、董梓伊加盟。
由于疫情原因，2020赛季中国足球乙级联赛大幅推迟，在一场未赛的情况下，球队主教练刘兆杰在7月宣布辞职。球队在8月中旬官宣了牛璐元等10名新球员的加入。
2020年10月24日，2020中乙联赛开始，西安FC被分在云南泸西赛区。新任主教练为西安本地青训教练蒋楠。最终位列赛区第6名，保级成功。

西安FC时期队徽

### 西安骏狼时期
2021年2月3日，正式更名为西安骏狼足球俱乐部。
2022年，西安骏狼退出了中乙联赛。